# Рейлсбэк, Стив
Стив Рейлсбэк (англ. Steve Railsback; род. 16 ноября 1945, Даллас, Техас) — американский актёр, продюсер, режиссёр и сценарист.
Стив Рейлсбэк дебютировал в кинематографе в 1972 году в фильме «Гости». За роль в фильме «Трюкач» (1980 год) он был номинирован на премию «Золотой глобус».
В 1994 году на экраны вышел фильм «Шпион внутри», режиссёром которого выступил Стив Рейлсбэк.
Помимо актёрской деятельности, Рейлсбэк также выступал в качестве продюсера в таких фильмах, как «Забытые» (1989 год; к нему также написал и сценарий), «Счастливые звёзды над Генриеттой» (1995 год) и Эд Гейн. Монстр из Висконсина (2000 год; в нём также исполнил роль Эда Гейна).
В 2005 году актёр Рейлсбэк исполнил роль Джозефа Уэлша в пилотном (первом) эпизоде американского телесериала «Сверхъестественное».

## Избранная фильмография
- 1980 — Трюкач
- 1982 — Охота на индюшек[англ.]
- 1985 — Жизненная сила
- 1986 — Вооружён и опасен
- 1987 — Искажения
- 1988 — Ньюки
- 1989 — Забытые
- 1991 — Ножницы
- 1993 — На линии огня (в титрах не указан)
- 1993 — Девушка из календаря
- 1996 — Не называй меня малышкой
- 2000 — Эд Гейн. Монстр из Висконсина
- 2003 — Попутчик 2 (в титрах не указан)
- 2005 — Изгнанные дьяволом (в титрах не указан)
- 2005 — Между мирами